# Mormântul lui Ion Manolescu
Mormântul lui Ion Manolescu se află în Cimitirul Bellu din București, la figura 96 (Artiști).
Fostul actor român de teatru și film Ion Manolescu este înmormântat alături de soția sa, artista Maria Wecera Manolescu. Piatra de căpătâi care străjuiește mormântul este sculptată de Cornel Medrea și are efigia în bronz a actorului.
Mormântul este înscris în Lista monumentelor istorice 2010 - Municipiul București - la nr. crt. 2525, cod LMI B-IV-m-B-20118.087.